# Olympische Sommerspiele 2008/Teilnehmer (Italien)
| Gelbes Symbol für Goldmedaillen mit stilisierten Olympischen Ringen | Graues Symbol für Silbermedaillen mit stilisierten Olympischen Ringen | Braundes Symbol für Bronzemedaillen mit stilisierten Olympischen Ringen |
| ------------------------------------------------------------------- | --------------------------------------------------------------------- | ----------------------------------------------------------------------- |
| 8                                                                   | 9                                                                     | 10                                                                      |

Italien nahm 2008 in Peking zum 25. Mal an Olympischen Sommerspielen teil. Insgesamt qualifizierten sich 344 Athleten. Fahnenträger der Eröffnungsfeier war der Kanute Antonio Rossi, bei der Abschlussfeier trug der Boxer Clemente Russo die Fahne ins Nationalstadion Peking. Am 17. November 2009 wurde Davide Rebellin wegen eines Dopingvergehens nachträglich die Silbermedaille im Straßenrennen offiziell aberkannt.

## Medaillengewinner

### Gold
| Name                | Sportart       | Wettkampf                                                   |
| ------------------- | -------------- | ----------------------------------------------------------- |
| Matteo Tagliariol   | Fechten        | Degen Einzel                                                |
| Giulia Quintavalle  | Judo           | bis 57 kg (Leichtgewicht)                                   |
| Valentina Vezzali   | Fechten        | Florett Einzel                                              |
| Federica Pellegrini | Schwimmen      | 200 m Freistil                                              |
| Chiara Cainero      | Schießen       | Skeet                                                       |
| Andrea Minguzzi     | Ringen         | Griechisch-römischer Stil, Klasse bis 84 kg (Mittelgewicht) |
| Alex Schwazer       | Leichtathletik | Männer 50 Kilometer Gehen                                   |
| Roberto Cammarelle  | Boxen          | Superschwergewicht                                          |

### Silber
| Name                                                            | Sportart      | Wettkampf            |
| --------------------------------------------------------------- | ------------- | -------------------- |
| Giovanni Pellielo                                               | Schießen      | Trap                 |
| Ilario Di Buò Marco Galiazzo Mauro Nespoli                      | Bogenschießen | Mannschaft           |
| Francesco D’Aniello                                             | Schießen      | Doppeltrap           |
| Alessia Filippi                                                 | Schwimmen     | 800 m Freistil       |
| Luca Agamennoni Simone Venier Rossano Galtarossa Simone Raineri | Rudern        | Doppelvierer         |
| Alessandra Sensini                                              | Segeln        | Windsurfen           |
| Mauro Sarmiento                                                 | Taekwondo     | Männer 80 kg         |
| Josefa Idem                                                     | Kanu          | Frauen K-1 500 Meter |
| Clemente Russo                                                  | Boxen         | Schwergewicht        |

### Bronze
| Name                                                                      | Sportart       | Wettkampf                 |
| ------------------------------------------------------------------------- | -------------- | ------------------------- |
| Tatiana Guderzo                                                           | Radsport       | Straßenrennen             |
| Margherita Granbassi                                                      | Fechten        | Florett Einzel            |
| Salvatore Sanzo                                                           | Fechten        | Florett Einzel            |
| Matteo Tagliariol Diego Confalonieri Alfredo Rota Stefano Carozzo         | Fechten        | Degen Mannschaft          |
| Valentina Vezzali Giovanna Trillini Margherita Granbassi Ilaria Salvatori | Fechten        | Florett Mannschaft        |
| Aldo Montano Luigi Tarantino Giampiero Pastore Diego Occhiuzzi            | Fechten        | Säbel Mannschaft          |
| Diego Romero                                                              | Segeln         | Laser                     |
| Elisa Rigaudo                                                             | Leichtathletik | Frauen 20 Kilometer Gehen |
| Vincenzo Picardi                                                          | Boxen          | Fliegengewicht            |
| Andrea Facchin Antonio Scaduto                                            | Kanu           | Männer K-2 1000 Meter     |

## Badminton
- Agnese Allegrini
Dameneinzel

## Bogenschießen
| Männer              | Männer            | Männer |
| ------------------- | ----------------- | ------ |
| Ilario Di Buò       | Einzel Mannschaft | Silber |
| Marco Galiazzo      | Einzel Mannschaft | Silber |
| Mauro Nespoli       | Einzel Mannschaft | Silber |
| Frauen              |                   |        |
| Pia Carmen Lionetti | Einzel Mannschaft |        |
| Elena Tonetta       | Einzel Mannschaft |        |
| Natalia Valeeva     | Einzel Mannschaft |        |

## Boxen
- Vincenzo Picardi (Bronze )
Klasse bis 51 kg
- Vittorio Parrinello
Klasse bis 54 kg
- Alessio Di Savino
Klasse bis 57 kg
- Domenico Valentino
Klasse bis 60 kg
- Clemente Russo (Silber )
Klasse bis 91 kg
- Roberto Cammarelle (Gold )
Klasse über 91 kg

## Fechten
Männer
| Name                                                              | Wettkampf                  |
| ----------------------------------------------------------------- | -------------------------- |
| Diego Confalonieri                                                | Degen Einzel               |
| Matteo Tagliariol                                                 | Degen Einzel (Gold )       |
| Alfredo Rota                                                      | Degen Einzel               |
| Andrea Cassara                                                    | Florett Einzel             |
| Salvatore Sanzo                                                   | Florett Einzel (Bronze )   |
| Luigi Tarantino                                                   | Säbel Einzel               |
| Aldo Montano                                                      | Säbel Einzel               |
| Diego Occhiuzzi                                                   | Säbel Einzel               |
| Diego Confalonieri Stefano Carozzo Alfredo Rota Matteo Tagliariol | Degen Mannschaft (Bronze ) |
| Aldo Montano Diego Occhiuzzi Giampiero Pastore Luigi Tarantino    | Säbel Mannschaft (Bronze ) |

Frauen
| Name                                                                      | Wettkampf                    |
| ------------------------------------------------------------------------- | ---------------------------- |
| Giovanna Trillini                                                         | Florett Einzel               |
| Margherita Granbassi                                                      | Florett Einzel (Bronze )     |
| Valentina Vezzali                                                         | Florett Einzel (Gold )       |
| Ilaria Bianco                                                             | Säbel Einzel                 |
| Gioia Marzocca                                                            | Säbel Einzel                 |
| Margherita Granbassi Ilaria Salvatori Giovanna Trillini Valentina Vezzali | Florett Mannschaft (Bronze ) |

## Fußball
Männer
- Tor

1 Emiliano Viviano
18 Andrea Consigli
- Abwehr

2 Marco Motta
3 Paolo De Ceglie
6 Domenico Criscito
13 Andrea Coda
15 Salvatore Bocchetti
16 Lorenzo De Silvestri
- Mittelfeld

4 Antonio Nocerino
5 Luca Cigarini
7 Riccardo Montolivo
8 Claudio Marchisio (verletzt)
12 Daniele Dessena
17 Ignazio Abate
20 Andrea Russotto
21 Antonio Candreva
- Sturm

9 Tommaso Rocchi (verletzt)
10 Sebastian Giovinco
11 Giuseppe Rossi
14 Robert Acquafresca
- Trainer

Pierluigi Casiraghi
- Ergebnisse

Vorrunde
 Honduras: 3:0
 Südkorea: 3:0
 Kamerun: 0:0
Viertelfinale
 Belgien: 2:3

## Gewichtheben
Männer
- Vito Dellino
Klasse bis 56 kg
- Giorgio De Luca
Klasse bis 69 kg
- Moreno Boer
Klasse bis 105 kg

Frauen
- Genny Pagliaro
Klasse bis 48 kg

## Judo
Männer
- Giovanni Casale
Klasse bis 66 kg
- Giuseppe Maddaloni
Klasse bis 81 kg
- Roberto Meloni
Klasse bis 90 kg
- Paolo Bianchessi
Klasse über 100 kg

Frauen
- Giulia Quintavalle
Klasse bis 57 kg (Gold )
- Ylenia Scapin
Klasse bis 70 kg
- Lucia Morico
Klasse bis 78 kg
- Michela Torrenti
Klasse über 78 kg

## Kanu
Kanurennsport
Männer
- Michele Zerial
Einer-Kajak, 500 m
- Andrea Facchin (Bronze )
Zweier-Kajak, 500 m und 1000 m
- Antonio Scaduto (Bronze )
Zweier-Kajak, 500 m und 1000 m
- Franco Benedini
Vierer-Kajak, 1000 m
- Luca Piemonte
Vierer-Kajak, 1000 m
- Alberto Ricchetti
Vierer-Kajak, 1000 m
- Antonio Rossi
Vierer-Kajak, 1000 m

Frauen
- Josefa Idem (Silber )
Einer-Kajak, 500 m
- Stefania Cicali
Zweier-Kajak, 500 m
Vierer-Kajak, 500 m
- Fabiana Sgroi
Zweier-Kajak, 500 m
Vierer-Kajak, 500 m
- Alice Fagioli
Vierer-Kajak, 500 m
- Alessandra Galiotto
Vierer-Kajak, 500 m

Kanuslalom
Männer
- Andrea Benetti
Zweier-Canadier
- Erik Masoero
Zweier-Canadier
- Daniele Molmenti
Einer-Kajak

Frauen
- Maria Cristina Giai Pron
Einer-Kajak

## Leichtathletik
| Disziplin         | Männer                                                             | Frauen                                                  |
| ----------------- | ------------------------------------------------------------------ | ------------------------------------------------------- |
| 100 m             | Simone Collio Fabio Cerutti                                        | Anita Pistone                                           |
| 200 m             |                                                                    | Vincenza Calì                                           |
| 400 m             | Claudio Licciardello                                               | Libania Grenot Martinez                                 |
| 800 m             |                                                                    | Elisa Cusma Piccione                                    |
| 4 × 100 m Staffel | Fabio Cerutti Simone Collio Emanuele Di Gregorio Jacques Riparelli | Anita Pistone Vincenza Calì Giulia Arcioni Audrey Alloh |
| 1500-Meter-Lauf   | Christian Obrist                                                   |                                                         |
| 5000-Meter-Lauf   |                                                                    | Silvia Weissteiner                                      |
| Marathon          | Stefano Baldini Ruggero Pertile Ottaviano Andriani                 | Anna Incerti Bruna Genovese Vincenza Sicari             |
| 100 m Hürden      |                                                                    | Micol Cattaneo                                          |
| 3000 m Hindernis  | Matteo Villani                                                     | Elena Romagnolo                                         |
| 20 km Gehen       | Jean-Jacques Nkouloukidi Giorgio Rubino Ivano Brugnetti            | Elisa Rigaudo (Bronze )                                 |
| 50 km Gehen       | Diego Cafagna Marco de Luca Alex Schwazer (Gold )                  |                                                         |
| Hochsprung        | Andrea Bettinelli Filippo Campioli Alessandro Talotti              | Antonietta Di Martino                                   |
| Stabhochsprung    | Giuseppe Gibilisco Hannes Kirchler                                 |                                                         |
| Weitsprung        | Andrew Howe                                                        |                                                         |
| Dreisprung        | Fabrizio Donato                                                    | Magdelín Martínez                                       |
| Kugelstoßen       |                                                                    | Chiara Rosa Assunta Legnante                            |
| Hammerwurf        | Nicola Vizzoni Marco Lingua                                        | Silvia Salis Clarissa Claretti                          |
| Speerwurf         |                                                                    | Zahra Bani                                              |

## Moderner Fünfkampf
Männer
- Nicola Benedetti
- Andrea Valentini

Frauen
- Claudia Corsini
- Sara Bertoli

## Radsport

### Straßenrennen
Männer
- Paolo Bettini
Straßenrennen
- Marzio Bruseghin
Straßenrennen
Einzelzeitfahren
- Vincenzo Nibali
Straßenrennen
Einzelzeitfahren
- Franco Pellizotti
Straßenrennen
- Davide Rebellin
Straßenrennen (Silber ) (disqualifiziert)

Frauen
- Noemi Cantele
Straßenrennen
- Vera Carrara
Straßenrennen
- Tatiana Guderzo
Straßenrennen (Bronze  )
Einzelzeitfahren

### Bahn
Männer
- Roberto Chiappa
Sprint
Keirin
- Angelo Ciccone
Punktefahren
Madison
- Fabio Masotti
Madison

Frauen
- Vera Carrara
Punktefahren

### Mountainbike
Männer
- Marco Fontana
Cross-Country
- Yader Zoli
Cross-Country

Frauen
- Eva Lechner
Cross-Country

### BMX
Männer
- Manuel De Vecchi

## Ringen
- Andrea Minguzzi
Männer, Griechisch-römisch, Klasse bis 84 kg (Gold )
- Daigoro Timoncini
Männer, Griechisch-römisch, Klasse bis 96 kg

## Reiten
Dressur
- Pierluigi Sangiorgi

Vielseitigkeit
- Susanna Bordone
Einzel, Mannschaft
- Stefano Brecciaroli
Einzel, Mannschaft
- Fabio Magni
Einzel, Mannschaft
- Vittoria Panizzon
Einzel, Mannschaft
- Roberto Rotatori
Einzel, Mannschaft

## Rudern
Männer
- Giuseppe De Vita (Vorrunde und Halbfinale)/Dario Dentale (Finale) und Raffaello Leonardo
Zweier ohne Steuermann
- Elia Luini und Marcello Miani
Leichtgewichts-Doppelzweier
- Carlo Mornati, Alessio Sartori, Niccolò Mornati, Lorenzo Carboncini
Vierer
- Luca Agamennoni, Simone Venier, Rossano Galtarossa, Simone Raineri
Doppelvierer (Silber )
- Catello Amarante, Salvatore Amitrano, Jiri Vlcek, Bruno Mascarenhas
Leichtgewichts-Vierer

Frauen
- Gabriella Bascelli
Einer
- Elisabetta Sancassani, Laura Schiavone
Doppelzweier

## Schießen
Männer
- Niccolò Campriani
Luftgewehr 10 m, Kleinkaliber liegend 50 m, Kleinkaliber Dreistellungskampf 50 Meter
- Marco De Nicolo
Luftgewehr 10 m, Kleinkaliber liegend 50 m, Kleinkaliber Dreistellungskampf 50 Meter
- Mauro Badaracchi
Luftgewehr 10 m
- Vigilio Fait
Luftgewehr 10 m, Freie Pistole 50 m
- Francesco Bruno
Freie Pistole 50 m
- Andrea Benelli
Skeet
- Ennio Falco
Skeet
- Erminio Frasca
Trap
- Giovanni Pellielo
Trap (Silber )
- Francesco D’Aniello
Doppeltrap (Silber )
- Daniele Di Spigno
Doppeltrap

Frauen
- Valentina Turisini
Luftgewehr 10 m, Kleinkaliber Dreistellungskampf 50 Meter
- Maura Genovesi
Luftpistole 10 m, Sportpistole 25 m
- Chiara Cainero
Skeet (Gold )
- Deborah Gelisio
Trap

## Schwimmen
| Disziplin           | Männer                                                               | Frauen                                                                             |
| ------------------- | -------------------------------------------------------------------- | ---------------------------------------------------------------------------------- |
| 50 m Freistil       | Alessandro Calvi                                                     | Cristina Chiuso                                                                    |
| 100 m Freistil      | Filippo Magnini                                                      | Maria Laura Simonetto                                                              |
| 200 m Freistil      | Massimiliano Rosolino Emiliano Brembilla                             | Federica Pellegrini (Gold )                                                        |
| 400 m Freistil      | Massimiliano Rosolino Federico Colbertaldo                           | Federica Pellegrini                                                                |
| 800 m Freistil      |                                                                      | Alessia Filippi (Silber )                                                          |
| 1500 m Freistil     | Federico Colbertaldo Samuel Pizzetti                                 |                                                                                    |
| 100 m Rücken        | Mirco Di Tora                                                        | Romina Armellini                                                                   |
| 200 m Rücken        | Mattia Aversa                                                        |                                                                                    |
| 100 m Brust         | Alessandro Terrin                                                    | Roberta Panara                                                                     |
| 200 m Brust         | Paolo Bossini Loris Facci Damiano Lestingi                           |                                                                                    |
| 100 m Schmetterling | Mattia Nalesso                                                       | Ilaria Bianchi                                                                     |
| 200 m Schmetterling | Niccolò Beni                                                         | Paola Cavallino                                                                    |
| 200 m Lagen         | Alessio Boggiatto                                                    |                                                                                    |
| 400 m Lagen         | Luca Marin Alessio Boggiatto                                         | Alessia Filippi                                                                    |
| 4 × 100 m Freistil  | Alessandro Calvi Christian Galenda Michele Santucci Filippo Magnini  | Erika Ferraioli Federica Pellegrini Maria Laura Simonetto Cristina Chiuso          |
| 4 × 200 m Freistil  | Nicola Cassio Marco Belotti Emiliano Brembilla Massimiliano Rosolino | Renata Spagnolo Flavia Zoccari Alice Carpanese Federica Pellegrini Alessia Filippi |
| 4 × 100 m Lagen     | Mirco Di Tora Filippo Magnini Mattia Nalesso Alessandro Terrin       | Romina Armellini Roberta Panara Ilaria Bianchi Federica Pellegrini                 |
| 10 km Marathon      | Valerio Cleri                                                        | Martina Grimaldi                                                                   |

### Synchronschwimmen
- Beatrice Adelizzi, Giulia Lapi
Duett

## Segeln
Männer
- Fabian Heidegger
Windsurfen
- Diego Romero
Laser (Bronze  )
- Andrea Trani, Gabrio Zandonà
470er Jolle
- Diego Negri, Luigi Viale
Star

Frauen
- Alessandra Sensini
Windsurfen (Silber )
- Larissa Nevierov
Laser Radial
- Giulia Conti, Giovanna Micol
470er Jolle
- Chiara Calligaris, Giulia Pignolo, Francesca Scognamillo
Yngling

Offen
- Giorgio Poggi
Finn-Dinghy
- Gianfranco Sibello, Pietro Sibello
49er
- Edoardo Bianchi, Francesco Marcolini
Tornado

## Taekwondo
Männer
- Mauro Sarmiento
Klasse bis 80 kg (Silber )
- Leonardo Basile
Klasse über 80 kg

Frauen
- Veronica Calabrese
Klasse bis 57 kg

## Tennis
Männer
- Simone Bolelli
Einzel
- Andreas Seppi
Einzel
- Potito Starace
Einzel
- Simone Bolelli, Andreas Seppi
Doppel

Frauen
- Sara Errani
Einzel
- Flavia Pennetta
Einzel
- Mara Santangelo
Einzel
- Francesca Schiavone
Einzel
- Mara Santangelo, Roberta Vinci
Doppel
- Flavia Pennetta, Francesca Schiavone
Doppel

## Tischtennis
Männer
- Mihai Bobocica
Einzel

Frauen
- Nikoleta Stefanova
Einzel
- Wenling Tan Monfardini
Einzel

## Triathlon
Männer
- Emilio D’Aquino
- Daniel Fontana

Frauen
- Charlotte Bonin
- Nadia Cortassa konnte verletzungsbedingt nicht starten und wurde durch Daniela Chmet ersetzt

## Turnen
Männer
Einzelmehrkampf und Mannschaftsmehrkampf
- Matteo Angioletti
- Alberto Busnari
- Igor Cassina
- Andrea Coppolino
- Matteo Morandi
- Enrico Pozzo

Frauen
Einzelmehrkampf und Mannschaftsmehrkampf
- Francesca Benolli
- Monica Bergamelli
- Vanessa Ferrari
- Carlotta Giovannini
- Federica Macrì
- Lia Parolari

### Rhythmische Sportgymnastik
- Elisa Blanchi
- Fabrizia D’Ottavio
- Marinella Falca
- Daniela Masseroni
- Elisa Santoni
- Angelica Savrayuk

### Trampolin
- Flavio Cannone
Männer, Einzel

## Volleyball

### Beach
- Eugenio Amore & Riccardo Lione
Männerturnier

### Halle
Männer
Emanuele Birarelli
Vigor Bovolenta
Alberto Cisolla
Mirko Corsano
Alessandro Fei
Mauro Gavotto
Matteo Martino
Luigi Mastrangelo
Marco Meoni
Alessandro Paparoni
Valerio Vermiglio
Hristo Zlatanov
Frauen
Taismary Agüero
Jenny Barazza
Paola Cardullo
Nadia Centoni
Paola Croce
Francesca Ferretti
Simona Gioli
Martina Guiggi
Eleonora Lo Bianco
Serena Ortolani
Francesca Piccinini
Manuela Secolo

## Wasserball
Männer
Alberto Angelini
Fabio Bencivenga
Leonardo Binchi
Fabrizio Buonocore
Alessandro Calcaterra
Luigi Di Costanzo
Maurizio Felugo
Valentino Gallo
Andrea Mangiante
Federico Mistrangelo
Leonardo Sottani
Stefano Tempesti
Fabio Violetti
Frauen
Silvia Bosurgi
Chiara Brancati
Elisa Casanova
Tania Di Mario
Teresa Frassinetti
Elena Gigli
Martina Miceli
Maddalena Musumeci
Francesca Pavan
Cinzia Ragusa
Federica Rocco
Erzsébet Valkai
Emanuela Zanchi

## Wasserspringen
Männer
- Nicola Marconi
Kunstspringen
- Tommaso Marconi
Kunstspringen
- Francesco Dell’Uomo
Turmspringen

Frauen
- Tania Cagnotto
Kunstspringen, Turmspringen
- Maria Marconi
Kunstspringen
- Valentina Marocchi
Turmspringen
- Noemi Bátki
3-m-Synchronspringen
- Francesca Dallapé
3-m-Synchronspringen